# 239 Dywizja Lotnictwa Myśliwskiego
239 Baranowicka Dywizja Lotnictwa Myśliwskiego (239 DLM) – związek taktyczny lotnictwa myśliwskiego Wojskowych Sił Powietrznych ZSRR.
Sztab dywizji mieścił się w m. Kluczewo (obecnie dzielnica Stargardu).

## Historia
Po zakończeniu II wojny światowej na terytorium Polski znalazła się 323 Baranowicka Dywizja Lotnictwa Myśliwskiego, którą w roku 1949 przeformowano w 239 Dywizję Lotnictwa Myśliwskiego (z zachowaniem nazwy wyróżniającej i orderu). Dywizja wchodziła w skład 4 Armii Lotniczej PGWAR.
W 1992 roku związek taktyczny wyprowadzono z terytorium Polski i przemieszczono do m. Biesowiec (Karelia), włączając w skład 76 Armii Lotniczej. Dywizję rozwiązano wraz z całą Armią w 1998 roku.

## Skład
W 1989 dywizji podlegały:
- 159 Gwardyjski Noworosyjski pułk lotnictwa myśliwskiego – Lotnisko Kluczewo (Su-27)
- 582 pułk lotnictwa myśliwskiego – Chojna (Su-27)
- 871 Pomerański pułk lotnictwa myśliwskiego – Lotnisko Kołobrzeg-Bagicz (MiG-23)
- 347 batalion łączności
- 380 batalion zabezpieczenia technicznego lotnisk;
- 377 batalion zabezpieczenia radiotechnicznego;
- 362 batalion zabezpieczenia radiotechnicznego.

## Dowódcy dywizji
- płk Paweł P. Rybakow (1943—1947);
- gen. mjr Iwan P. Ławiejkin (1960—1963);
- gen. mjr Iwan I. Starokoń (1963—1965);
- gen. mjr Kuzniecow (1965—1969):
- gen. mjr Igor J. Burawkow (1975—1977);
- płk Eduard A. Szubin (1977—1980);
- płk W. T. Kopaniow (1980—1982);
- płk Leonid I. Stiepaniuk (1982—1984);
- płk Aleksandr I. Gusiew (1984—1985);
- płk Anatolij I. Rubcow (1985—1987);
- gen. mjr Anatolij  J. Krendieliew (1987—1991);
- gen. mjr Giennadij A. Torbow (1991—1992).